# Acheilognathus barbatulus
Acheilognathus barbatulus là loài cá thuộc họ Cá chép. Đây là loài đặc hữu của sông Mêkông tại Lào, miền bắc Việt Nam và miền nam Trung Quốc ở vùng nước có nhiệt độ từ 8-20 °C. Loài này dài tối đa 8,4 cm.